# Pièce en fil métallique
 (juillet 2011).
Si vous disposez d'ouvrages ou d'articles de référence ou si vous connaissez des sites web de qualité traitant du thème abordé ici, merci de compléter l'article en donnant les références utiles à sa vérifiabilité et en les liant à la section « Notes et références ».
Une pièce en fil métallique est une pièce formée par un procédé de pliage. On trouve ce type d’élément dans des systèmes mécaniques qui demandent une fonction de fixation, de ressort… Les matières qui constituent ces pièces cintrées sont des bobines d’acier, acier inoxydable, acier pré-galvanisé, acier ressort, cuivre, laiton et sont réalisées dans un fil tréfilé (calibré) à un diamètre précis.
Les articles en fil métallique font partie intégrante de notre quotidien par exemple les chariots de supermarché, des crochets, les cintres, poignées, tringles, clips ou diverses goupilles…

## Matières premières

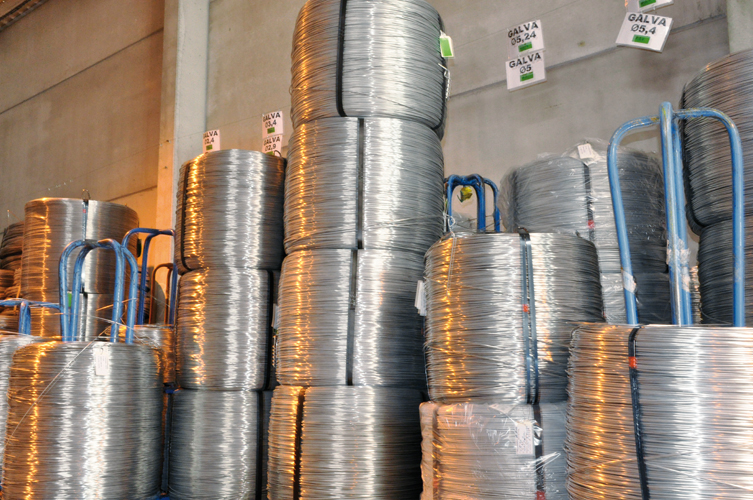
Bobines de fils galvanisés

Les matières premières qui constituent ces pièces cintrées sont très diverses :
- acier doux brut ;
- acier inoxydable ;
- acier doux pré-galvanisé ;
- acier ressort ;
- cuivre ;
- laiton.

Le fil utilisé est un fil tréfilé, c'est-à-dire un fil calibré à un diamètre précis. Les finitions sont faites à la demande galvanisation, plastification.
La matière première est généralement conditionnée en bobine d’environ une tonne sur un touret qui permet sa manutention.

## Procédés de mise en forme
Les pièces en fil métallique peuvent être formées manuellement avec une tournette ou sur presse pour de très petites séries, mais sont réalisées la plupart du temps sur des machines automatiques.
Il existe deux types de machine de cintrage automatique :
- les machines à coulisseaux multiples : machines de cintrage purement mécanique sur laquelle des doigts viennent plier le fil autour d’une empreinte centrale dédiée à chaque pièce. Ces machines ont des cadences importantes mais sont limitées techniquement à des pièces en 2 dimensions ;

- les machines numériques : machine de cintrage à programmation électronique qui nécessite peu d’outillage, le principe étant de plier le fil grâce à deux doigts de cintrage. Ces machines permettent des profils complexes en 3 dimensions et ont l’avantage d’être très flexibles.

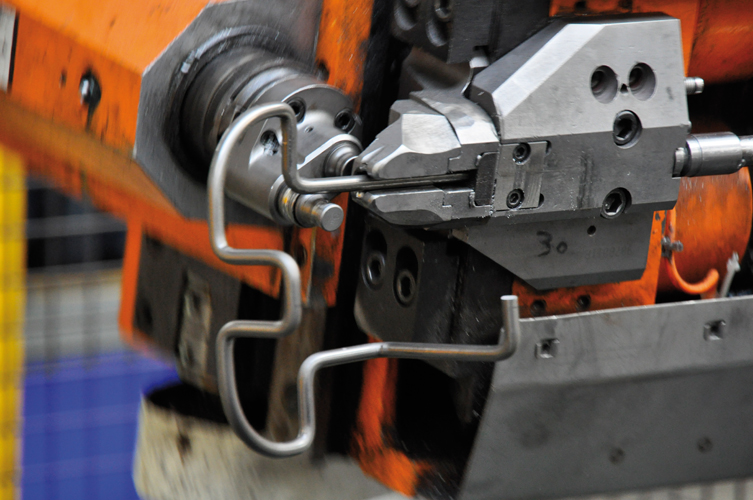
Machine de cintrage numérique

## Processus de fabrication
Après avoir choisi la matière première, la première opération de réglage est le dressage du fil qui consiste à le redresser en le faisant passer dans une multitude de petites roulettes. 
Ensuite le technicien règle la machine par le biais d’un programme où il enregistre chaque mouvement de la cintreuse numérique ou monte l’outillage dans le cas d’une machine à coulisseaux multiples.
Après le réglage, les pièces sont mises en fabrication puis contrôlées et conditionnées.
Fabricants de pièces en fil métalliques : il existe en France environ 30 fabricants de pièces en fils métalliques et ressorts.

## Fabricants de machines-outils
Le leader français est la société Num Alliance (spécialiste du fil doux), le leader européen est le fabricant allemand Wafios (spécialiste du fil ressort)[réf. nécessaire].